# Sebastian Urzendowsky

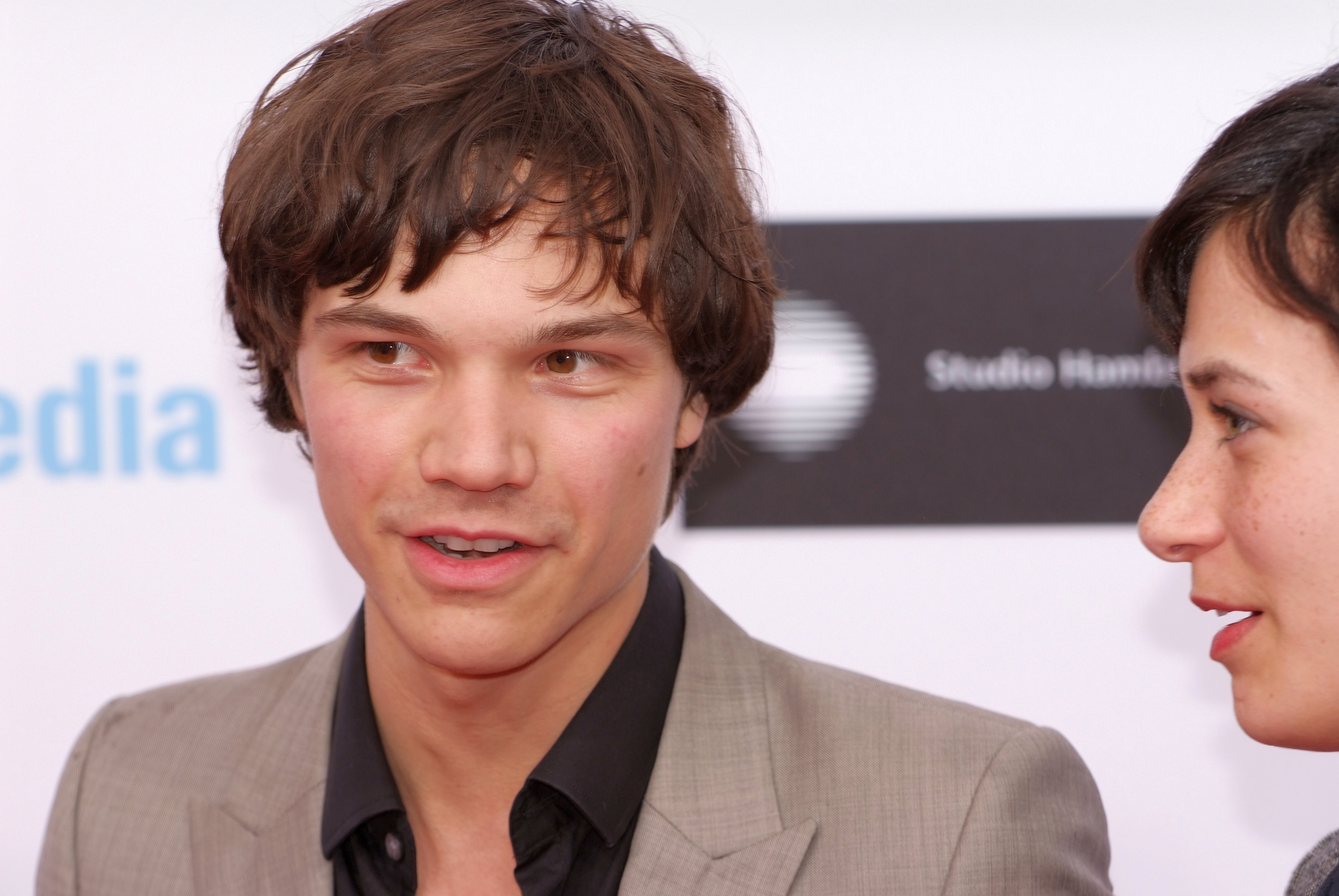
Sebastian Urzendowsky (2012)

Sebastian  Von Urzendowsky (Berlim, 28 de maio de 1985) é um ator alemão.

## Biografia
Sebastian Urzendowsky foi descoberto durante seus dias de escola como um ator e atou em 1998, Hendrik Handloegtens foi premiado pelo filme de estréia Paul is Dead, o principal papel de Tobias, fã dos Beatles (aqui sob o nome de Sebastian Schmidtke). Desde então, ele apareceu em diversos papéis na televisão, ele atuou em Schimanski, Asyl filho assassino Juergen Bartsch e Oliver Storzs drama-político  'Im Schatten der Macht, o filho do espião Günter Guillaume. Em Guter Junge, ele representou ao lado de Klaus J. Behrendt, que esconde um segredo perturbador. Sebastian Urzendowsky também trabalhou em produções cinematográficas, com diretores de renome como Dominik Graf em Der Felsen, Hans-Christian Schmid, Stefan Ruzowitzky foi Premiado com o Oscar pelo Drama  Die Fälscher. Em 2008, ele atou em Anonyma – Eine Frau in Berlin  como um jovem soldado no meio de colapso.
Sebastian Urzendowsky vive em Berlim, onde estudou na Universidade de Artes do drama.

## Filmografia
- 2000: Paul is Dead, (Regie: Hendrik Handloegten)
- 2001: Der Zimmerspringbrunnen (Regie: Peter Timm)
- 2001: Tatort – Gewaltfieber (TV, Regie: Martin Eigler)
- 2002: Der Felsen (Regie: Dominik Graf)
- 2002: Ein Leben lang kurze Hosen tragen (Regie: Kai S. Pieck)
- 2002: Schimanski - Asyl (TV, Regie: Edward Berger)
- 2003: Lichter (Regie: Hans-Christian Schmid)
- 2003: Im Schatten der Macht (TV, Regie: Oliver Storz)
- 2004: Das blaue Wunder (Regie: Peter Kahane)
- 2005: Nimm dir dein Leben (Regie: Sabine Michel)
- 2006: Pingpong (Regie: Matthias Luthardt)
- 2006: Drei Schwestern made in Germany (TV, Regie: Oliver Storz)
- 2006: Schwesterherz (Regie: Ed Herzog)
- 2007: Die Fälscher (Regie: Stefan Ruzowitzky)
- 2007: Teufelsbraten (TV, Regie: Hermine Huntgeburth)
- 2007: Einfache Leute (TV, Regie: Thorsten Näter)
- 2008: Guter Junge (TV, Regie: Torsten C. Fischer)
- 2008: Anonyma - Eine Frau in Berlin (Regie: Max Färberböck
- 2009: Es kommt der Tag (Regie: Susanne Schneider)
- 2009: Berlin 36 (Regie: Kaspar Heidelbach)
- 2010: Die Blaue Periode (Kurzfilm, Regie: Sergej Moya)
- 2011 Un amour de jeunesse - directed by Mia Hansen-Løve ( Sullivan )

## Prêmios
- 2010: Film festival Max Ophüls Preis – Bester Nachwuchsdarsteller für Die Blaue Periode (Melhor Ator para o Período Azul)